# チーム・ドリーム・フューチャーズ
チーム・ドリーム・フューチャーズは、入江茂弘、石井慧介、高尾蒼馬の3人で結成されたDDTプロレスリングのユニットである。
往年のコミックバンドであるザ・ドリフターズを略称に懸けており、ドリフのギャグをモチーフとしたパフォーマンスも披露する他、ドリフのコントでおなじみだった金ダライを凶器として使用している。なお、最年長の石井が「8時だョ!全員集合」が終了した1985年生まれのため、3人ともドリフ全盛期をリアルタイムで知らない世代である。
2013年以降は全日本プロレス（石井が練習生として所属していた）にも活動範囲を広げている。

## 歴史
- 2012年8月26日、DDTプロレスリングの序列を変えるために20代の3人で結成。
- 9月2日、名古屋大会でユニット名のチーム・ドリーム・フューチャーズを発表。
- 9月16日、大阪大会でHARASHIMA&KUDO&マサ高梨らを相手に勝ち抜き戦を行い勝利。
- 11月23日、新木場1stRING大会で石井慧介が石川修司からDDT EXTREME級王座を奪取、チームドリフ初のタイトル獲得となった。
- 12月23日、後楽園ホール大会でヤス・ウラノ・木高イサミとの3WAYマッチで臨んだDDT EXTREME級王座初防衛戦。ウラノを高角度ダブルアームDDTで仕留めた[1]。
- 2013年1月12日、創立されたKO-D6人タッグ王座の初代王者組となる[2]。
- 1月14日、新木場大会で木高イサミに敗れDDT EXTREME級王座から陥落。
- 1月27日、後楽園大会で火野裕士・佐々木大輔・アントーニオ本多のモンスターアーミーに敗れKO-D6人タッグ王座から陥落。
- 2016年5月29日、解散。

## メンバー
- 入江茂弘（リーダー）
- 石井慧介
- 高尾蒼馬

## 獲得タイトル
- 第21代DDT EXTREME級王座(石井慧介)
  - 2012年11月23日～1月14日(防衛1回)
- 初代、第8代、第13代、第17代、第19代KO-D6人タッグ王座
  - 2013年1月12日～1月27日(防衛0回)、2014年2月23日～4月12日(防衛1回)、2014年8月17日～9月28日(防衛2回)、2015年3月1日～3月21日(防衛0回)、2015年4月11日～9月27日(防衛5回)
- 第45代KO-D無差別級王座(入江茂弘)
  - 2013年3月20日～8月18日(防衛8回)
- 第94代アジアタッグ王座(入江茂弘&石井慧介)
  - 2014年4月29日～8月16日(防衛4回)

| タイトル         | 保持者   | 歴代   | 防衛回数 | 次期挑戦者 | 場所・大会名                                                       |
| ---------------- | -------- | ------ | -------- | ---------- | ------------------------------------------------------------------ |
| KO-D無差別級王座 | 入江茂弘 | 第45代 | 8        | HARASHIMA  | 8.18東京・両国国技館-両国ピーターパン2013～プロレスの傾向と対策～- |